# 萨塔纳
萨塔纳（Satana），是印度马哈拉施特拉邦Nashik县的一个城镇。总人口32551（2001年）。

## 人口
该地2001年总人口32551人，其中男性16767人，女性15784人；0—6岁人口3894人，其中男2117人，女1777人；识字率74.73%，其中男性为79.31%，女性为69.86%。